# مهجة عبد الرحمن
مهجة عبد الرحمن ممثلة مصرية.

## نشأتها ومسيرتها
مواليد محافظة القليوبية مدينة بنها، درست بأكاديمية الفنون المعهد العالي للفنون المسرحية قسم ديكور.
يعد أهم أدواره البارزة مع الممثل أحمد زكي، بفيلم البيه البواب، في دور الزوجة زينب والذي كان دور بطولة مطلقة لها، وعرفت منه ممثلة، وشاركت بعضها العديد من البطولات.

## أعمالها
2022 - مسلسل
ملف سري
2022 - مسلسل
سهام - ضيف شرف
حدوتة مُرة
2019 - مسلسل
بين عالمين
2017 - مسلسل
والدة حمادة
الخروج
2016 - مسلسل
دكتور أمراض نسا
2014 - مسلسل
نكدب لو قلنا مابنحبش
2013 - مسلسل
حميده النوبيه
عرفة البحر
2012 - مسلسل
المركب
2011 - فيلم
والدة فوزى
كف القمر
2011 - فيلم
جارة قمر
شيخ العرب همام (آخر ملوك الصعيد)
2010 - مسلسل
ماما في القسم
2010 - مسلسل
أم أشرف
أزمة شرف
2009 - فيلم
زوجة جبريل
بيت العيلة ج1
2009 - مسلسل - سيت كوم
ضيف شرف
عزيز على القلب
2008 - مسلسل
من أطلق الرصاص على هند علام
2007 - مسلسل
لقاء السحاب
2004 - مسلسل
ميدو مشاكل
2003 - فيلم
العرافه
قاسم أمين
2002 - مسلسل
أرض الخوف
2000 - فيلم
زوجة تاجر مخدرات ٢
دنيا عجب
2000 - مسلسل
يا رجال العالم اتحدوا
2000 - مسلسل
فتحية
أبيض وأسود.. تاني
1998 - مسلسل - فوازير
بيتزا بيتزا
1998 - فيلم
زوجة البواب
ست الستات
1998 - فيلم
الشيخة حسنية
شهد
1998 - سهرة تليفزيونية
مبروك وبلبل
1998 - فيلم
الممرضه السمراء
استاكوزا
1996 - فيلم
جدعنه - خادمة عباس
بيت الجمالية
1996 - مسلسل
يا دنيا يا غرامي
1996 - فيلم
الألغاز والمغامرون الخمسة
1995 - مسلسل
أنا اللي أستاهل
1995 - مسلسل
حكايات مجنونة
1995 - مسلسل
الطريد
1993 - مسلسل
في العشق والسفر
1991 - فيلم
أحلام في الهواء
1990 - مسلسل
دقات الساعة
1990 - مسلسل
شوادر
1990 - فيلم
عالم ورق ورق ورق
1990 - مسلسل - فوازير
مغامرات زكي الناصح
1990 - مسلسل
قلب الليل
1989 - فيلم
وللماضي ذكرى
1989 - مسلسل
أحلام هند وكاميليا
1988 - فيلم
نعيمة زوجة سيد
نور الإيمان
1988 - مسلسل
البيه البواب
1987 - فيلم
زينب
التوت والنبوت
1986 - فيلم
مرجانه
اليوم السادس
1986 - فيلم
المدبح
1985 - فيلم
الي قتلو زوجها
إلى من يهمه الأمر
1985 - فيلم
الممرضة
شهادة ميلاد
1985 - مسلسل
عطيات
الحريف
1984 - فيلم
ثريا
بيت القاصرات
1984 - فيلم
رحلة المليون
1984 - مسلسل
بطة
شقة الأستاذ حسن
1984 - فيلم
عاهرة
وداد الغازية
1983 - فيلم
قلوب خضراء
0 - سهرة تليفزيونية
محاكمة عيدان القصب
0 - سهرة تليفزيونية
مشوار
0 - سهرة تليفزيونية
وجه القمر